# François-Xavier Moronval
Francois-Xavier Moronval est un médecin urgentiste et vidéaste web français.

## Biographie

### Carrière de médecin
François-Xavier Moronval est un médecin urgentiste qui exerce à l'hôpital d'Épinal dans les Vosges (région Grand-Est),,.
Il est responsable du Centres d'Enseignement des Soins d'Urgence (CESU) dans les Vosges ainsi que Référent des Situations sanitaires exceptionnelles (SSE),.
Il devient populaire au niveau national pendant la période de crise sanitaire dû au Covid à travers de nombreuses prises de paroles ayant pour but d'expliquer et de rappeler les bons gestes,,,. Il fait partie des médecins signataires qui ont œuvré pour le port du masque obligatoire dans les lieux clos au pic de la crise sanitaire.

### Popularité sur les médias et réseaux sociaux
François-Xavier Moronval est inscrit sur Twitter depuis 2018 et le nombre d'abonnés augmente fortement pendant la crise Covid pour atteindre 49 000 personnes,,.
En 2022, il crée une chaine Youtube qui atteint 10 000 abonnés en une année, et vulgarise de nombreux sujets liés aux urgences médicales dans un but pédagogique et rappelle les bons gestes,,,. Il est l'un des premiers à être labellisé pour ses vidéos qui vulgarisent auprès du grand public les sujets en lien avec la santé. Il monte une vidéo avec Agnès Firmin Le Bodo, Ministre déléguée, chargée de l’organisation territoriale et des professions de santé dans le but d'expliciter les missions étatiques relatives à ce secteur.
Il intervient sur des plateaux de radio, chaînes de télévision régionales et nationales,,,,. Il est notamment chroniqueur régulier sur France bleu.
Avec d'autres médecins, il contribue à lutter contre les fausses informations qui circulent sur internet,.

## Publications
- François-Xavier Moronval, Les gestes techniques de médecine d'urgence : description, apprentissage et maintien des compétences. À propos d'une étude réalisée en Lorraine, Nancy, Université de Lorraine, 2012, 353 p. (lire en ligne).
- François-Xavier Moronval avec la collab. de Soline Roy, Profession urgentiste : une immersion passionnante au coeur des urgences, Éditions Stock, 2024, 218 p. (ISBN 978-2-234-09663-9).

## Distinctions
En décembre 2023, François-Xavier Moronval reçoit le trophée santé.